# Bez ciebie znikam
Bez ciebie znikam – drugi singel zespołu Ira promujący album Tu i teraz. Tym razem na singel zespół postanowił wybrać balladę. Utwór trwa 3 minuty i 55 sekund, został zamieszczony na dziewiątej pozycji na krążku. Singel wyszedł nakładem wytwórni BMG Poland.
Tekst utworu opowiada o mężczyźnie który nie może się pozbierać po stracie ukochanej kobiety. Nie może znaleźć sobie miejsca, ciągle szuka swej ukochanej. Jest gotów przeprosić za wszystko, żeby tylko wróciła do niego. Tekst jako jedyny na całej płycie w całości napisał wokalista grupy Artur Gadowski.
Brzmienie utworu utrzymane jest w melodyjnym pop-rockowym klimacie. Kompozytorami utworu są Wojciech Owczarek, Piotr Sujka, Artur Gadowski, oraz Zbigniew Suski. Piosenka "Bez ciebie znikam" podobnie jak i utwór "Mocny" stała się przebojem radomskiej formacji. Została zagrana m.in. na przedpremierowym koncercie w studiu III Programu Polskiego Radia 24 czerwca 2002 roku, oraz na edycji "Kotan Day" w 2002 roku, gdzie zespół wykonał jeszcze utwór "Mój kraj".
Utwór "Bez ciebie znikam" trafił także na koncertową płytę grupy z okazji 15-lecia istnienia, gdzie jest dłuższy od wersji studyjnej, trwa bowiem 4 minuty i 58 sekund.
Podczas trasy koncertowej na początku 2006 roku, utwór "Bez ciebie znikam" został usunięty z koncertowej listy zespołu na rzecz utworów "Skończone" oraz "Bezsenni". Zagrany został dopiero na październikowym koncercie, który się odbył w krakowskim klubie "Studio" z okazji osiemnastych urodzin grupy.
Dziś utwór bardzo często jest grany na koncertach przez zespół i cieszy się dużym powodzeniem wśród fanów.

## Teledysk
Do utworu powstał również teledysk. Kręcony był on w lipcu w jednej z kamienic w Gdańsku przez cały dzień. Teledysk także do dziś często emitowany jest w telewizji.

## Twórcy
Ira
- Artur Gadowski – śpiew, chór
- Wojciech Owczarek – perkusja
- Piotr Sujka – gitara basowa, chór
- Zbigniew Suski – gitara elektryczna

Muzycy sesyjni:
- Wojtek Garwoliński – gitara elektryczna
- Mateusz Noskowiak - instrumenty klawiszowe

Produkcja
- Produkcja: Mariusz Musialski ("El Mariachi Management")
- Produkcja muzyczna: Mariusz Musialski
- Realizacja nagrań: Adam Toczko
- Mix: Adam Toczko i Szymon Sieńko w Gdańsku
- Mastering: Tom Meyer oraz Master & Servant w Hamburgu
- Projekt okładki, oprawa graficzna: Activa Studio
- Aranżacja: Wojciech Owczarek, Piotr Sujka, Zbigniew Suski
- Tekst utworu: Artur Gadowski

## Lista utworów na singlu
CD
1. "Bez ciebie znikam" – (Radio edit) – (W. Owczarek/P. Sujka/A. Gadowski/Z. Suski – A.Gadowski) – 3:55

## Opis singla
- Muzyka: Artur Gadowski, Wojtek Owczarek, Piotr Sujka, Zbigniew Suski
- Słowa: Artur Gadowski
- Gościnnie: Karola Polanowska, Patrycja Kujawska – chórki, Wojtek Garwoliński – gitara
- Produkcja muzyczna: "Krakers Zarząd" w składzie: Steven Spider, Prezes, Wielki Magnat
- Realizacja nagrań i mix: Adam Wielki Magnat Toczko
- Nagrano: w studio Chróst oraz studio Elektra w Sulejówku
- Projekt okładki: Hubert Skoczek

## Miejsca na listach przebojów
| Rok  | Single            | Lista                       | Pozycja |
| ---- | ----------------- | --------------------------- | ------- |
| 2002 | Bez ciebie znikam | 30 TON                      | Nr 31   |
| 2003 | Bez ciebie znikam | Program III Polskiego Radia | Nr 69   |

## Notowania
| Pozycja | 48 | 37 | 38 | 32 | 29 | 23 | 23 | 13 | 15 | 14 | 15 | 17 | 20 | 20 | 25 | 27 |

- Utwór znajdował się na liście od 16 sierpnia do 29 listopada 2002 roku. Łącznie na liście znajdował się przez 16 tygodni.